# San Marolo
Marolo (Assiria, ... – Milano, 423) è stato arcivescovo di Milano dal 408 alla sua morte.

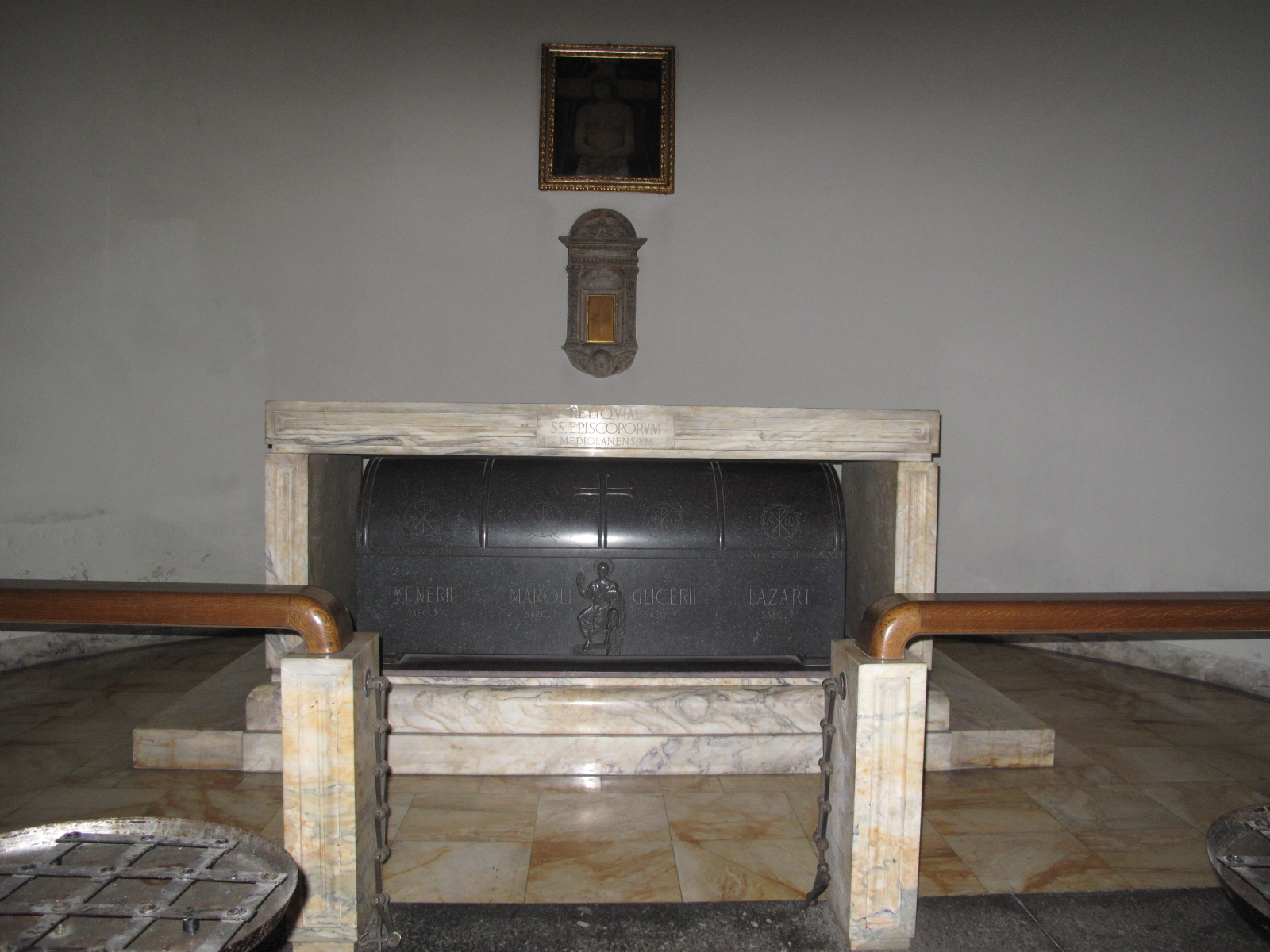
Interno della basilica di basilica di San Nazaro a Milano. Nicchia nel transetto sinistro: altare con sarcofago contenente le reliquie dei santi Venerio, Marolo, Glicerio e Lazzaro, vescovi di Milano.

È venerato come santo dalla chiesa cattolica che lo ricorda il 23 aprile nel martirologio romano con queste parole: «A Milano, san Marólo, vescovo, che fu amico del papa Innocenzo I.».

## Biografia
Non si hanno notizie storiche coeve sul vescovo milanese Marolo, il cui episcopato, secondo un antico Catalogus archiepiscoporum Mediolanensium,  si colloca tra quelli di Venerio, storicamente attestato nel 404/407, e di Martiniano, documentato nel 431. Il medesimo catalogus gli assegna 15 anni di governo e lo dice sepolto il 23 aprile  nella basilica di San Nazaro. Tradizionalmente, il suo episcopato è assegnato agli anni 408-423.
A Marolo è dedicato uno dei Carmina di Magno Felice Ennodio, scritti prima del 521. L'autore lo indica come originario della regione bagnata dal fiume Tigri; in seguito passò in Siria dove ricevette una solida formazione e poi a Milano, dove ha lasciato la reputazione di un asceta. Ennodio lo qualifica con i seguenti aggettivi: pervigil, intentus, ieiunus, providus, ardens, attentissimo, impegnato, amante del digiuno, provvidente, ardente.
La ricognizione delle sue reliquie nella basilica di San Nazaro venne operata da Carlo Borromeo nel 1579. Il martirologio romano lo ricorda come amico di papa Innocenzo I.